# Oberdan Magalhães
Oberdan Pinto Magalhães (Rio de Janeiro, 31 de março de 1945 - Rio de Janeiro, 09 de janeiro de 1984) foi um arranjador, compositor, saxofonista e multi-instrumentista de funk, samba-funk, soul, jazz fusion e samba jazz brasileiro. Tocou com diversos artistas, como Dom Salvador, Tim Maia, Luiz Melodia e Caetano Veloso, tendo ficado famoso por ser o fundador da Banda Black Rio. Era sobrinho do sambista Silas de Oliveira, pai de William Magalhães e avô de Amanda Magalhães.

## Carreira
Em 1960, iniciou a carreira apresentando-se em bandas de baile em shows e na televisão. Nos anos seguintes acompanhou diversos artistas, como Tim Maia, Cassiano, Raul Seixas e Caetano Veloso. No final da década de 1960, fez parte de diversos grupos instrumentais, nos quais conheceu os músicos que formariam a sua banda, a Banda Black Rio. Os principais foram: o grupo Impacto 8, que acompanhava o trombonista Raul de Souza (no disco International Hot, de 1968); a banda Cry Babies (que lançou um disco autointitulado em 1969); o grupo Abolição, que acompanhava Dom Salvador (no V Festival Internacional da Canção, com a canção "Abolição 1860 - 1980", e no disco Som, Sangue e Raça, de 1971); e o grupo de Osmar Milito (no álbum E Deixa o Relógio Andar, de 1971). Em 1975, fez os arranjos da canção "Ébano" com a qual Luiz Melodia ganhou o Festival Abertura.
Em 1977, juntamente com Jamil Joanes, Barrosinho, Cristovão Bastos, Lúcio Trombone, Cláudio Stevenson e Luiz Carlos Batera fundou a Banda Black Rio, com a qual gravou 3 discos e obteve moderado sucesso. Morreu em 9 de janeiro de 1984 em um acidente de carro próximo à Lagoa Rodrigo de Freitas, após participar de uma apresentação com o seu grupo.